# John Floyd Thomas
Pour les articles homonymes, voir Thomas.
John Floyd Thomas Jr., né le 26 juillet 1936 à Los Angeles, est un tueur en série américain, purgeant une peine d'emprisonnement à perpétuité sans possibilité de libération conditionnelle pour les meurtres de sept femmes dans la région de Los Angeles au cours des années 1970 et 1980. La police le soupçonne d'avoir commis 10 à 15 autres meurtres.
Le 1er avril 2011, il plaide coupable des sept chefs d'accusation de meurtre dans le cadre d'un accord visant à éviter la peine de mort. Pour les enquêteurs, il est probablement l'un des tueurs en série les plus prolifiques de l'histoire de la ville.

## Biographie

### Jeunesse
John Floyd Thomas Jr. nait le 26 juillet 1936 à Los Angeles. Sa mère meurt en 1948, alors qu'il a 12 ans. Il est ensuite élevé alternativement par sa tante et par une marraine. Durant sa scolarité, il fréquente des écoles publiques, notamment la Manual Arts High School de Los Angeles.
John Floyd Thomas sert brièvement dans l'United States Air Force en 1956. Alors qu'il est stationné à la Nellis Air Force Base, dans le Nevada, un supérieur note qu'il est régulièrement « en retard » et d'apparence « négligé ».
D'après son dossier militaire, il est démobilisé pour déshonneur et arrêté pour cambriolage et tentative de viol à Los Angeles. Reconnu coupable de ces crimes, il est condamné en 1957 à six ans de prison dans les prisons de l'État de Californie. Suite à deux violations de ses conditions de libération conditionnelle, John Floyd Thomas reste incarcéré jusqu'en 1966.

### Historique des meurtres
La première vague de meurtres a lieu au milieu des années 1970, lorsque la police est à la recherche d'un tueur en série qui s'en prend à des femmes âgées dans les quartiers ouest de Los Angeles, ce qui amène la police à surnommer le tueur le « Westside Rapist », le « violeur des quartiers ouest »,. Son mode opératoire est de s'introduire dans les maisons de femmes âgées vivant seules, de les violer, de les étouffer ou de les asphyxier et de laisser des oreillers ou des couvertures sur leur visage après les attaques.
Les meurtres semblent s'être arrêtés en 1978, avec la mort d'au moins 17 femmes âgées. Cependant, au milieu des années 1980, la police de la région de Pomona Valley apprend l'existence d'un tueur en série ayant le même modus operandi que le « violeur des quartiers ouest ». Ce tueur, surnommé l'« étrangleur du sud », utilise également des couvertures ou des oreillers pour couvrir le visage de ses victimes.Ces meurtres font au moins cinq victimes à Claremont.
Les meurtres semblent à nouveau s'arrêter en 1989, mais ces deux affaires de meurtres en série ne sont pas considérées comme étant liées. Les deux affaires ont fait plus de 20 morts.

### Lancement du CODIS et réexamen des dossiers
En 2001, la police de Los Angeles lance l'« Open-Unsolved Homicide Uni » (unité des homicides non résolus), qui rouvre les affaires non résolues comportant des preuves biologiques appartenant aux auteurs de crimes. L'unité démarre après le lancement du CODIS, qui utilise les preuves ADN laissées dans les affaires non résolues et les compare à l'ADN des bases de données fédérales. L'une des nombreuses affaires examinées est le meurtre d'Ethel Sokoloff, 68 ans, retrouvée agressée sexuellement et étouffée à son domicile en novembre 1972.
La nouvelle enquête montre qu'il existe des preuves biologiques qui ont été laissées sur place mais qui n'avaient pas été examinées auparavant. Sur la base de ces éléments, un profil ADN masculin du tueur présumé est établi. En 2005, on découvre que les preuves biologiques laissées sur les lieux du meurtre correspondaient également à celles laissées sur les lieux du meurtre d'Elizabeth McKeown, 67 ans, retrouvée agressée sexuellement et assassinée en mars 1976.
Une avancée dans la résolution de ces meurtres a lieu en octobre 2008 lorsque John Floyd Thomas, alors expert en sinistres au State Compensation Insurance Fund, fournit un échantillon d'ADN aux autorités dans le cadre d'une initiative visant à créer une base de données d'échantillons provenant de délinquants sexuels condamnés dans l'État de Californie.
Le 27 mars 2009, le ministère de la Justice de Californie informe le LAPD qu'une correspondance ADN CODIS est établie et que le tueur est identifié pour les meurtres d'Ethel Sokoloff et d'Elizabeth McKeown, ainsi que pour les victimes dans les affaires faisant l'objet d'une enquête par le service de police d'Inglewood et le LASD.
L'auteur du crime est identifié comme étant John Floyd Thomas, un résident de Los Angeles. Un examen de ses antécédents criminels révèle qu'il a été arrêté à plusieurs reprises, entre 1956 et 1978. Ses condamnations pénales consistent en de multiples cambriolages, dont beaucoup impliquaient des agressions sexuelles sur ses victimes. À l'exception d'une arrestation pour recours à la prostitution en 1993, il n'a pas eu d'autre contact connu avec les forces de l'ordre au cours de ces dernières années.
Lorsque les meurtres du « violeur du Westside » semblent avoir cessé en 1978, c'est à peu près à l'époque où John Floyd Thomas est condamné à une peine de cinq ans de prison d'État pour le viol d'une femme de Pasadena. Libéré en 1983, il s'installe à Chino, ce qui coïncide avec les meurtres de l'« étrangleur du sud » dans la région de Pomona Valley. Ces meurtres semblent s'être arrêtés lorsqu'il a accepté un emploi à l'agence d'assurance des accidents du travail de l'État à Glendale.

### Arrestation et incarcération
John Floyd Thomas est arrêté le 31 mars 2009 et, le 2 avril 2009, il est inculpé des meurtres d'Ethel Sokoloff et d'Elizabeth McKeown puis placé en détention provisoire à la prison du comté de Los Angeles,,. Le 23 septembre 2009, il est inculpé des meurtres de Cora Perry, commis en septembre 1975, Maybelle Hudson, en avril 1976, Miriam McKinley, en juin 1976, Evalyn Bunner, en octobre 1976, et Adrian Askew, en juin 1986,.
Bien qu'il soit inculpé de sept meurtres, les enquêteurs le soupçonnent d'être à l'origine du meurtre de 15 femmes ou plus, au cours de la période du « violeur du Westside » et de « l'étrangleur du sud », et qu'il en a violé beaucoup d'autres,.
Le 1er avril 2011, John Floyd Thomas plaide coupable des sept chefs d'accusation de meurtre, dans le cadre d'un accord visant à éviter la peine de mort pour le meurtre d'Adrienne Askew. Il est condamné à l'emprisonnement à perpétuité sans possibilité de libération conditionnelle,.

## Liste des victimes

### Victimes confirmées
John Floyd Thomas est condamné pour les meurtres suivants :
- Ethel Sokoloff (n°1), 68 ans, retrouvée assassinée dans sa maison du Mid-Wilshire, le 25 novembre 1972[12].
- Cora Perry (n°10), 79 ans, retrouvée assassinée le 20 septembre 1975, la fenêtre de sa cuisine a été retrouvée ouverte, la moustiquaire manquante[15].
- Elizabeth McKeown (n°13), 67 ans, portée disparue le 16 février 1976, elle est retrouvée violée et étranglée deux jours plus tard dans le coffre de sa voiture[16].
- Maybelle Hudson (n°14), 80 ans, retrouvée battue, agressée sexuellement et étranglée dans son garage, en avril 1976[8].
- Miriam McKinley (n°15), 65 ans, retrouvée battue et étranglée dans son garage, en juin 1976[8].
- Evalyn Bunner (n°16), 56 ans, retrouvée affalée sur le siège avant de sa voiture, le 29 octobre 1976, le dos de sa robe était ouvert et remonté jusqu'à sa taille, révélant des ecchymoses sur le haut de ses jambes[17].
- Adrienne Askew (n°18), 56 ans, retrouvée agressée sexuellement et étranglée en juin 1986, trois ans seulement après que sa mère ait subi le même sort, dans le même appartement[8],[18].

### Victimes supposées
John Floyd Thomas est soupçonné d'être impliqué dans les meurtres suivants, mais les charges ont été abandonnées, :
- Ethyl Grimes (n°2), 81 ans,  retrouvée volée et étranglée dans son appartement, le 13 mai 1974[18],[19].
- Maye Scialesi (n° 3), 72 ans, retrouvée assassinée le 7 novembre 1974 ; le tueur est entré dans son appartement par la fenêtre de la salle de bains[15],[20],[21].
- Lucy Grant (n°4), 92 ans, retrouvée violée et assassinée chez elle le 8 novembre 1974 ; il y a des signes d'effraction et la maison semble avoir été cambriolée[20],[22],[23].
- Ramona Gartner (n°5), 74 ans, retrouvée assassinée dans son appartement, le 4 décembre 1974[21].
- Sylvia Vogel (n°6), 71 ans, est retrouvée sous une couverture sur la banquette arrière de sa voiture, battue, violée et assassinée, le 22 mars 1975[23],[24].
- Una Cartwright (n°7), 78 ans, retrouvée violée et assassinée dans son appartement, le 8 avril 1975, sa porte a été trouvée ouverte et une télévision a été volée[23],[25].
- Olga Harper (n°8), 75 ans, vue pour la dernière fois entrant dans son appartement le 20 avril 1975, trois jours plus tard, elle est retrouvée battue, violée et assassinée chez elle, le 23 avril 1975[23],[26].
- Effie Martin (n°9), 86 ans, retrouvée battue, violée et étranglée dans son appartement, le 22 mai 1975, le meurtrier est soupçonné d'être le « Westside Rapist », mais certaines sources le désignent également comme le « Wilshire Area Rapist »[15],[27].
- Leah Leshefsky (n°11), 63 ans, retrouvée violée et étranglée chez elle, le 29 octobre 1975, sa fenêtre a été forcée et son appartement saccagé[28].
- Lilian Kramer (n°12), 67 ans, retrouvée assassinée dans son appartement le 14 novembre 1975, la police soupçonne le « violeur de Westside » en raison de « certains points de ressemblance »[29].
- Isabel Askew (n°17), 85 ans, portée disparue le 22 octobre 1983, retrouvée partiellement décomposée, onze jours après sa disparition[18],[30].